# Streblocera romanica
Streblocera romanica är en stekelart som beskrevs av Lacatusu 1967. Streblocera romanica ingår i släktet Streblocera och familjen bracksteklar. Inga underarter finns listade i Catalogue of Life.